# Thunder .50
Вперше цей пістолет був представлений у 2004 році на щорічній виставці стрілецької зброї SHOT Show у штаті Юта.
Однозарядний пістолет калібру 12,7×99 мм, один з найпотужніших у світі. Пробивна сила не поступається багатьом снайперським гвинтівкам, і в деяких випадках справляється навіть із танковою бронею. Обладнаний дульним гальмом, з прорізів якого під час пострілу виривається полум'я, що сягає п'яти метрів. Також має рідкісну для пістолетів систему гідравлічного відкату, яка зменшує віддачу приблизно на 20%. Але навіть при цьому дульна енергія становить 15500 Дж, і для стрільця є небезпека пошкодження рук при неправильному застосуванні.
Система заряджання схожа з гарматною. Засувка відкидається вліво, і боєприпас вставляється з тильного боку пістолета.
Насамперед був розрахований спеціально для професійних мисливців, оскільки здатний вбити навіть таких тварин, як носоріг та слон. Але через внесення цих тварин до Червоної книги практично не використовувався. Велика вага та габарити роблять пістолет надто незручним, і застосування йому так і не знайшлося. Однак через незвичайний футуристичний вид, охоче скуповуються колекціонерами.